# Молдаван Любов Василівна
Любов Василівна Молдаван  — доктор економічних наук, видатна буковинська ланкова, агроном, економіст, українська вчена у галузях економіки та прогнозування аграрних реформ в умовах переходу від планового до ринкового устрою, розвитку  сільськогосподарської кооперації, інституціалізації організаційних засад, аграрного ринку та ринку сільськогосподарських земель, головний науковий співробітник Інституту економіки НАН України ДУ «Інститут економіки та прогнозування» НАН України.

## Життєпис
Народилася 6 березня 1942 року в селі Бочківці на окупованій Румунією Хотинщині, яке після 2020 року належить до Чернівецького району Чернівецької області.
У 1960 році відмінно закінчила Шилівецьку середню школу й одразу розпочала свою трудову діяльність в колгоспі, очоливши створену за її ініціативою молодіжну ланку, до якої привела з собою 14 випускників 10 класу.
У 1962 році бере участь у VIII Всесвітньому фестивалі молоді та студентів у столиці Фінляндії Гельсінкі.
У першій половині 60-х років про ланку Л.Молдаван інформація поширилася по всій країні (фото в журналі «Крестьянка», документальний фільм «Листи Люби Молдаван», картина художника Володимира Санжарова «Ланкова Люба Молдаван»).
У 1966 році закінчила з відзнакою Кам'янець-Подільський сільськогосподарський інститут. По 1970 р.- головний агроном колгоспу. Відтоді перебувала на господарських і адміністративних роботах у керівних органах АПК, зокрема в Центральному комітеті Всесоюзної молодіжної організації в Москві та Обласному комітеті партії в Чернівцях. Нагороджується вищою нагородою СРСР.
У 1968 році бере участь в IX Всесвітньому фестивалі молоді та студентів у столиці Болгарії Софія.
У 1977—1980 роках навчалася в аспірантурі на кафедрі управління економікою в Академії суспільних наук та у 1980 році успішно захистила кандидатську дисертацію.
З 1980 по 1992 роки — доцент кафедри управління соціально-економічними процесами Київської вищої партійної школи.
У 1991 році захистила докторську дисертацію в Російській академії управління на тему «Социальная направленность механизма хозяйствования в аграрном секторе».
У 1993—2004 роках — головний науковий співробітник Інституту економіки НАН України.
У 1998 році — кандидатка у народні депутати України в багатомандатному загальнодержавному виборчому окрузі від виборчого блоку «Європейський вибір України» (25 у списку Л. В. Молдаван) по виборах народних депутатів України 29 березня 1998 року.
У 2003 році присвоєно наукове звання «професор».
З 2005 року — головний науковий співробітник ДУ «Інститут економіки та прогнозування» НАН України.
У 2006 році – присвоєно почесне звання «Заслужений економіст України».

## Деякі художньо-публіцистичні та наукові праці
- Трансформація аграрного бізнесу в контексті глобальних викликів/Трансформація бізнесу в контексті глобальних викликів сталого розвитку: монографія [Електронне  видання]  /  під  заг.  ред.  д.е.н.,  проф.  Храпкіної  В.В., к.е.н., доц. Пічик К.В. – Київ : Видавничий дім «Києво-Могилянська академія», 2025. – 659с. С.227-244. DOI: https://doi.org/10.35668/978-966-518-857-5
- Твій слід на землі: автобіографічні нариси / Любов Молдаван. — Київ: Ліра-К, 2024. — 391 с.
- Природно-ресурсний потенціал аграрного сектору України: стан та адаптація до змін клімату/ Міжнародний науковий журнал «Grail of science» № 27 (May, 2023). Vienna, Austria. P. 64-73. https://doi.org/10.36074/grail-of-science.12.05.2023.006
- Яке майбутнє сільськогосподарських кооперативів? / Молдаван Л. В. та ін.; редакція, а також передмова та післямова В. Зіновчука; Міністерство освіти та науки України, — Житомир: Поліський національний університет, 2022. — 275 с.
- Особливості управління ринком земель сільськогосподарського призначення/ Убережемо сільськогосподарські землі в руках українських хліборобів : матеріали круглого столу (Київ, 23 жовтня 2019 р.) / за ред. д.е.н.  Л.В. Молдаван; НАН України, ДУ «Інститут економіки та прогнозування» НАН України. – К. – 2019. – С. 49-53.

- Ресурсні можливості розвитку аграрного сектора економіки України / Шубравська О. В. та ін.; редакція О. В. Шубравської. — Київ: Інститут економіки та прогнозування НАН України, 2017. — 439 с.

- Агропродовольчий розвиток України в контексті забезпечення продовольчої безпеки / Шубравська О. В. та ін.; редакція Шубравської О. В. — Київ: Інститут економіки та прогнозування НАН України, 2014. — 455 с.
- Інноваційні трансформації аграрного сектора економіки / Шубравська О. В. та ін.; редакція О. В. Шубравської. — К.: Інститут економіки та прогнозування НАН України, 2012. — 494 с.

- Виклики і шляхи агропродовольчого розвитку / [Пасхавер Б. Й. та ін., редакція Б. Й. Пасхавера. — К. : Інститут економіки та прогнозування НАН України, 2009. — 431 с.

- Матеріали навчальних семінарів для жінок-фермерів: Навчальний посібник / Молдаван Л. В., Внукова H.М., Коновалов І. В. та ін. — К. : Логос, 2000. — 291 с.

- Молдаван Любовь Васильевна. Социальная направленность механизма хозяйствования в аграрном секторе. — Киев: Урожай, 1991. — 210 с.

- Молдаван, Л. В. Планування економічного і соціального розвитку агропромислових формувань / Л. В. Молдаван, В. П. Вихрущ. — Київ: Урожай, 1989. — 143 с.

## Нагороди
- Орден Леніна — 1966[11]
- Заслужений економіст України — 2006[12]